# حسبان هندسي
في الرياضيات، يوسع الحسبان الهندسي أو حساب التفاضل والتكامل الهندسي الجبر الهندسي ليشمل التفاضل والتكامل. الشكلية قوية ويمكن إثبات أنها تشمل نظريات رياضية أخرى بما في ذلك الهندسة التفاضلية والأشكال التفاضلية.